# Periplaneta elegans
Periplaneta elegans är en kackerlacksart som beskrevs av Hanitsch 1927. Periplaneta elegans ingår i släktet Periplaneta och familjen storkackerlackor. Inga underarter finns listade i Catalogue of Life.